# Joseph Juran
Joseph Moses Juran (Brăila, 24 de desembre de 1904 – Rye, 28 de febrer de 2008) fou un enginyer i consultor en gestió de la qualitat estatunidenc, d'origen romanès. Va ser conegut com a pioner en la qualitat i en la gestió de la qualitat, temes sobre els que va escriure diversos llibres. Era germà del director de cinema Nathan H. Juran, guanyador de l'Oscar a la millor direcció artística el 1942 per la pel·lícula How Green Was My Valley. Va publicar el Quality Control Handbook el 1951 que continua sent l'obra de referència per a gestiors de la qualitat. És àmpliament reconegut el fet que Juran va afegir la dimensió humana a la gestió de qualitat.

## Biografia
Juran va néixer a Brăila (Romania). Va ser un dels sis fills nascuts d'una parella jueva, Jakob i Gitel Juran; que més tard va viure a Gura Humorului. Tenia tres germanes: Rebecca (sobrenomenada Betty), Minerva, que va obtenir el títol de doctor i tenia una carrera en l'ensenayament, i Charlotte. També va tenir dos germans: Nathan H. Juran i Rudolph, conegut com a Rudy. El 1912 tota la família va emigrar als Estats Units i es va instal·lar a Minneapolis, Minnesota. Juran va sobresortir a l'escola, especialment en matemàtiques. Ja de petit va ser campió d'escacs, i més tard a Western Electric.

### Western Electric

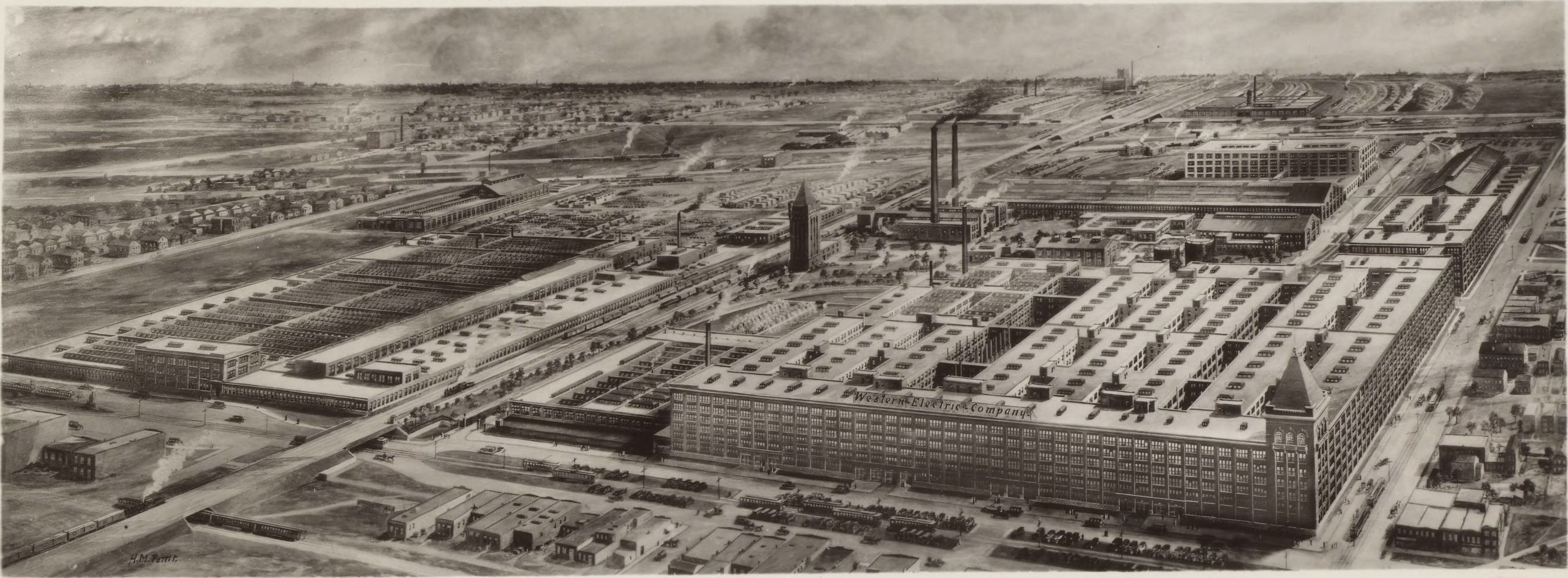
Vista de Hawthorne Works, cap a 1925.

El 1924, un cop llicenciat en enginyeria eléctrica per la Minnesota University comença a treballar a la Western Electric a la fàbrica d Hawthorne. El 1925, Bell Labs proposa que el personal de Hawthorne es formi en els programes de mostreig estadístic i les tècniques dels gràfics de control. Juran va ser seleccionat per incorporar-se en un petit grup d'enginyers a l'Inspection Statistical Department encarregat de l'aplicació i difusió de les innovacions en el control estadístic de la qualitat. Aquesta posició impulsa el seu ràpid ascens dins l'organització així com més tard la seva carrera.
L'any 1926 es va casar amb Sadie Shapiro, matrimoni que va durar més de 81 anys, fins a la seva mort el 2008. Van tenir quatre fills: Robert, Sylvia, Carlos y Donald. El 1928 és nomenat cap de departament i l'any següent cap de divisió. L'any 1935 publica, a la revista Mechanical Engineering, el seu primer article relacionat amb el tema de la qualitat. El 1937 és traslladat a Western Electric /AT&T a la seu de la ciutat de Nova York. Durant la Gran Depressió es va matricular a la facultat de Dret de la Loyola University Chicago. Es va graduar el 1935 encara que mai va exercir l'advocacia.
Durant la Segona Guerra Mundial, Juran serveix al Lend-Lease Administration and Foreign Economic Administration. Just abans de finalitzar la guerra, abandona Western Electric i també el seu lloc a l'Administració amb la intenció de fer-se un consultor independent.
Aviat es va incorporar a la Universitat de Nova York com a professor adjunt al Departament d'Enginyeria Industrial, on va ensenyar cursos sobre control de qualitat i va impartir seminaris per a executius. També va treballar a través d'una petita empresa de consultoria de gestió de projectes per a Gillette, Hamilton Watch Company i Borg-Warner. Després de la mort sobtada del propietari de l'empresa, Juran va començar la seva pròpia pràctica independent, amb la qual es va guanyar una vida còmoda fins a la seva jubilació el 1990. Els seus primers clients van ser la ja desapareguda Bigelow-Sanford Carpet Company, Koppers Company, el International Latex Company, Bausch & Lomb i General Foods.

### Japó
El final de la Segona Guerra Mundial va canviar el Japó fent que evolucionés fins a esdevenir una potència econòmica. Tot i la capacitat del Japó per competir en preu, els seus fabricants de béns de consum van patir una reputació de fabricar amb una mala qualitat. La primera edició del Quality Control Handbook (Manual de control de qualitat) el 1951 va atreure l'atenció de la Japanese Union of Scientists and Engineers (JUSE) que el va convidar al Japó el 1952. Quan finalment va arribar al Japó el 1954, Juran es va reunir amb deu empreses manufactureres: entre d'altres Showa Denko, Nippon Kogaku, Noritake i Takeda Pharmaceutical Company. També va donar conferències a Hakone, Universitat de Waseda, Osaka i Koyasan. Durant la seva vida, va fer deu visites al Japó, l'última el 1990.
Treballant de forma independent de W. E. Deming (que es va focalitzar en l'ús del control estadístic de processos), Juran (centrat en la gestió de la qualitatt) va començar a impartir cursos al Japó el 1954 sobre la gestió de la qualitat dirigits en un principi cap a l'alta i mitjana gerència. Aquest enfocament de la formació de gerència va trobar resistència en els Estats Units. En la dècada de 1970, els productes japonesos van començar a ser vistos com a líders en qualitat, fet que va provocar en la dècada de 1980 una crisi als Estats Units a causa de problemes de qualitat de la producció pròpia.

## Contribucions científiques

### El Principi de Pareto
El 1941, Juran va descobrir l'obra de Vilfredo Pareto i va començar a aplicar el principi de Pareto a problemes de qualitat (per exemple, el 80% d'un problema és causat pel 20% de les causes). Això també es coneix com «els pocs vitals i molts trivials». En anys posteriors, Juran prefereix «els pocs vitals i molts útils» per assenyalar que el 80% restant de les causes no ha de ser totalment ignorat.

### Teoria de la gestió de qualitat
Quan va començar la seva carrera en la dècada de 1920, el focus principal en la gestió de qualitat era la qualitat del producte final. Les eines utilitzades eren les del sistema de Bell de mostreig d'acceptació, plans d'inspecció, i gràfics de control.
És àmpliament reconegut el fet que Juran va afegir la dimensió humana a la gestió de qualitat. Va impulsar l'educació i la formació dels directius. Per Juran, els problemes de relacions humanes són els que aïllen i la resistència al canvi és la causa principal dels problemes de qualitat. Juran es fonamenta en el llibre de Margaret Mead Cultural Patterns and Technical Change per il·lustrar el problema central en la reforma de la qualitat empresarial.
El concepte de gestió de la qualitat de Juran es va estendre més enllà dels murs d'una fàbrica per abastar processos no manufacturers, especialment els que puguin ser considerats com relacionats amb serveis. Per exemple, en una entrevista publicada el 1997 va observar: “Les qüestions clau que enfronten els gerents de vendes no són diferents als que enfronten els gerents en altres disciplines. Els gerents de vendes diuen que s'enfronten a problemes com ara «Ens costa molt de temps, ... hem de reduir la taxa d'error.» «Volen saber, ‘Com ens perceben els clients?’ Aquestes qüestions no són diferents de les que s'enfronten els gestors d'altres camps. Els enfocaments sistemàtics de millora són idèntics. … No hauria d'haver cap raó en els nostres principis familiars de la qualitat i l'enginyeria de processos que no puguin funcionar en el procés de venda.»

### La trilogia de Juran
Juran va ser un dels primers a escriure sobre el cost de la mala qualitat. Això va ser il·lustrat a la «trilogia de Juran», una aproximació a la gestió de funcions creuades, que es compon de tres processos de gestió: planificació de la qualitat, control de qualitat i millora la qualitat.
Sense canvi, hi haurà una pèrdua constant, durant el canvi hi haurà un increment dels costos, però després de la millora, els marges seran més alts i l'augment dels costos podrà ser recuperat. Juran va proposar deu mesures per a la millora de la qualitat:
1. Crear consciència de la necessitat i oportunitat de millorar
2. Establir objectius per a la millora
3. Crear plans per assolir els objectius
4. Proporcionar capacitació
5. Dur a terme projectes per resoldre problemes
6. Informar sobre el progrés
7. Donar un reconeixement a l'èxit
8. Comunicar els resultats
9. Portar el compte
10. Mantenir l'impuls de millora

Quan era al Japó el 1960, Juran va sentir parlar del concepte japonès dels cercles de qualitat, un concepte que va estendre amb molt d'entusiasme per Occident.

### L'Institut Juran
El 1979 Juran va fundar l'Institut Juran a Southbury, Connecticut. L'Institut és una l'empresa de formació, certificació i consultoria internacional que ofereix serveis de capacitació i consultoria en gestió de qualitat, gestió de producció i gestió de processos de negoci, així com la certificació Sis Sigma.

## Darrers anys
Juran es va mantenir en actiu fins als vuitanta anys, i només va renunciar als viatges internacionals als 86 anys. Encara que es va retirar a l'edat de noranta anys va continuar concedint entrevistes. Va començar a escriure les seves memòries als 92 anys i van ser publicades dos mesos abans que celebres el seu 99 aniversari. Un esdeveniment especial es va celebrar al maig de 2004 amb motiu del seu 100 aniversari.
Ell i Sadie celebraren el 81è aniversari de les seves noces el juny de 2007. Ambdós tenien 102 anys al moment de l'esdeveniment. Juran va morir d'un infart el 28 de febrer de 2008, a l'edat de 103 a Rye, Nova York. Va estar actiu fins a l'últim moment i es valia per si mateix. Sadie, en mal estat de salut, va morir el 2 de desembre de 2008, també a l'edat de 103 anys.

## Principals publicacions
A la seva autobiografia cita com a principals publicacions:

### Llibres
- Quality Control Handbook, New York : McGraw-Hill, 1951, OCLC 1220529. El 2010 va aparèixer la sisena edició.
- Managerial Breakthrough, New York : McGraw-Hill, 1964
- Management of Quality Control, New York : Joseph M. Juran, 1967, OCLC 66818686
- Quality Planning and Analysis, New York : McGraw-Hill, 1970
- Upper Management and Quality, New York : Joseph M. Juran, 1980, OCLC 8103276
- Juran on Planning for Quality, New York : The Free Press, 1988, OCLC 16468905

### Articles
- «Directions for ASQC», Industrial Quality Control (Buffalo : Society of Quality Control Engineers), Novembre 1951
- «Universals in Management Planning and Control», Management Review (New York : American Management Association), Novembre 1954, pp. 748–761
- «Improving the Relationship between Staff and Line», Personnel (New York : American Management Association), Maig 1956
- «Industrial Diagnostics», Management Review (New York : American Management Association), Juny 1957
- «Operator Errors. Time for a New Look», ASQC Journal (New York : American Society for Quality Control), Febrer 1968
- «The QC Circle Phenomenon», Industrial Quality Control (Buffalo : Society of Quality Control Engineers), Gener 1967
- «Mobilizing for the 1970s», Quality Progress (New York : American Society for Quality Control), Agost 1969
- «Consumerism and Product Quality», Quality Progress (New York : American Society for Quality Control), Juliol 1970
- «And One Makes Fifty», Quality Progress (Nova York : American Society for Quality Control), Març 1975
- «The Non-Pareto Principle: Mea Culpa», Quality Progress (New York : American Society for Quality Control), Maig 1975
- «Khrushchev's Venture into Quality Improvement», Quality Progress (New York : American Society for Quality Control), Gener 1976
- «Japanese and Western Quality: a Contrast», Quality Progress (New York : American Society for Quality Control), desembre 1978

## Guardons
- 1992: National Medal of Technology and Innovation Medal, atorgada pel President dels Estats Units[2]
- 2004: Doctorat honoris causa per la Universita de Tecnologia de Luleå a Suècia.[12]